# مسجد رضا عبدالله
مسجد رضا عبدالله مربوط به دوره متاخر اسلامی دوره قاجار است و در ابرکوه، محله دروازه میدان واقع شده و این اثر در تاریخ ۲۲ آبان ۱۳۸۶ با شمارهٔ ثبت ۱۹۹۰۰ به‌عنوان یکی از آثار ملی ایران به ثبت رسیده است.